# Iselin Steiro
Iselin Vollen Steiro (15 de septiembre de 1985) es una modelo noruega. Comenzó una carrera en el modelaje en 2003 trabajando para Prada y Calvin Klein en su primera temporada.
Vivió en Nueva York por dos años, estudiando arquitectura y diseño aunque modelando al mismo tiempo.
Durante primavera de 2010, Iselin volvió a la pasarela, modelando en 20 eventos. En Nueva York, Iselin modeló para Michael Kors, Alexander Wang y Tommy Hilfiger. Después de modelar como exclusiva para Prada en Milán, Iselin modeló para Balenciaga, Valentino, Stella McCartney, y Celine.
Ha aparecido en revistas como Vogue, W, y T.
Ha figurado en campañas de Prada, Chanel, Versace, Tommy Hilfiger, y Louis Vuitton.
En 2013 hizo el papel del joven David Bowie en su videoclip "The Stars (Are Out Tonight)".
En la actualidad diseña para la marca Le Backhand

## Vida personal
Steiro está casada con el físico y actor noruego Anders Danielsen Lie, con el que tiene una hija.